# Râul Rupel
Râul Rupel este un scurt afluent al fluviului Escaut, în lungime de 12 km, care începe în apropierea localității Rumst din Belgia, fiind rezultatul confluenței râurilor Nete și Dyle/Dijle. Rupel traversează teritoriul comunelor Rumst, Willebroek, Boom, Bornem (sectoarele Wintam și Hingene), Niel și Schelle, și se varsă în Escaut pe malul opus localității Rupelmonde, formând granița administrativă dintre Hingene și Schelle. Râul permite navigația navelor cu un deplasament maxim de 2000 de tone. Traficul de mărfuri transportate pe râu a atins 8,8 milioane de tone în 1992.
Până în 1997, tronsonul râului Rupel cuprins între gura de vărsare și vechea ecluză Wintam constituia intrarea pe canalul maritim Bruxelles-Escaut. În acel an au fost date în funcțiune o nouă ecluză la Wintam, în Hingene, și o nouă secțiune a canalului, care îi permite acestuia să se verse direct în Escaut, evitându-se astfel complet tranzitul pe râul Rupel, care era îngreunat semnificativ în timpul mareelor. Pe Rupel mai circulă doar ambarcațiunile care intenționează să intre pe râul Nete sau să ajungă la Mechelen sau Louvain prin intermediul canalului Louvain-Dijle.
Pe râul Dyle/Dijle, în apropiere de vărsarea acestuia în Rupel, se află Zennegat, o zonă de confluență a trei cursuri de apă: Dyle/Dijle, Senne și canalul Louvain-Dijle. Acesta din urmă este conectat cu primele două prin intermediul unei ecluze. Sectorul din Dyle/Dijle cuprins între Zennegat și vărsarea în Rupel este denumit în mod popular Koestaart (în română Coada vacii), datorită formei sale.

## Etimologie
După unele surse, numele Rupel provine de la rim- (curgător) și -pel (mlaștină, bazin), ambele cuvinte de origine germano-celtică. După alte surse, numele este o combinație între termenii ruig sau ruw și latinul palus (mlaștină), rezultând Ru-peel, asemănător cu numele regiunii Peel din Țările de Jos. Există și varianta provenienței din latinul Rupe-ra’ (apă puternică și tumultuoasă). Toate aceste variante sugerează că numele a fost inspirat de mareele puternice și/sau de zona mlăștinoasă adiacentă râului.
În prezent, Rupel este un curs de apă dulce navigabil, cu puternici curenți generați de flux și reflux, însă în Antichitate și Evul Mediu a fost un râu relativ lat, dar de mică adâncime, cu întinse turbării pe malul său stâng. El a dat numele de Rupelstreek (în română regiunea Rupel) zonei de pe malul său drept, acolo unde încă din Evul Mediu a funcționat o puternică industrie de cărămidărie. Depozitele rupeliene sunt depozitele geologice din care această industrie extrăgea argila necesară confecționării cărămizilor, care pe malul drept al râului se găsea în pseudocueste de până la 35 de metri înălțime.